# Neobuchia
Neobuchia é um género botânico pertencente à família Malvaceae.
1. ↑  «Neobuchia — World Flora Online». www.worldfloraonline.org. Consultado em 19 de agosto de 2020